# Paquita la del Barrio
Francisca Viveros Barradas, meglio nota come Paquita la del Barrio (Alto Lucero, 2 aprile 1947 – Veracruz, 17 febbraio 2025) è stata una cantante messicana di genere ranchero e altri stili tradizionali messicani.

## Biografia
Paquita nacque ad Alto Lucero, Veracruz e iniziò la sua carriera a Città del Messico nel 1970. Si sposò due volte, la prima a 15 anni con un uomo di 42 anni, Pablo Weber. Mentre aspettava un figlio da lui, Paquita scoprì che l'uomo che aveva sposato aveva già una moglie e una famiglia. Essendo molto giovane e incinta, non fu capace di lasciarlo e rimase con lui pur sapendo dell'inganno. Si vide costretta a dare in adozione il neonato alla ricca famiglia Medellín. Successivamente si risposò e il suo matrimonio durò 31 anni fino alla morte del marito nel 2004.
Fu soprannominata anche «la Regina del Popolo» o «la Guerrigliera del Bolero». Nelle sue canzoni si espresse denunciando il maschilismo e in alcuni casi la misandria, grazie proprio a questo suo spirito di denuncia arrivò presto al successo.
Una delle sue canzoni più popolari fu  Rata de dos patas.

## Filmografia
- Cansada de besar sapos (2006) (se stessa)
- Modelo antiguo (1992)

## Televisione
- Estrella2  (2014) (se stessa)
- La Familia P.Luche (2007) (se stessa)

## Telenovelas
- Velo de novia (2003) (Antonia "Mama Grande")
- María Mercedes (1992) (Lei stessa)
- Amor de barrio (2015) (Partecipazione speciale)
- Paquita, la serie (2017) (Biografia di Paquita)

## Discografia
| Anno | Títolo Album                                     |
| ---- | ------------------------------------------------ |
| 2008 | Lo nuevo de Paquita la del barrio                |
| 2008 | Las mujeres mandan                               |
| 2008 | Las consentidas de Paquita la del barrio         |
| 2007 | No chifle usted                                  |
| 2007 | Puro dolor                                       |
| 2006 | 20 éxitos                                        |
| 2006 | El estilo inconfundible de Paquita la del barrio |
| 2005 | Que Chulos Campos                                |
| 2005 | No me amenaces                                   |
| 2005 | Mi historia                                      |
| 2005 | Llorarás                                         |
| 2005 | En la bohemia                                    |
| 2004 | Que Mama tan chaparrita                          |
| 2004 | Para los inútiles                                |
| 2004 | Me estás oyendo, inútil?                         |
| 2004 | Lámpara sin luz                                  |
| 2004 | La crema de la crema                             |
| 2004 | Hombres malvados                                 |
| 2002 | Verdad que duele                                 |
| 2002 | Pa' puras vergüenzas                             |
| 2002 | Falsaria                                         |
| 2001 | Taco placero                                     |
| 2001 | Duro y contra ellos                              |
| 2000 | Piérdeme el respeto                              |
| 2000 | El club de los inútiles                          |
| 2000 | Azul celeste                                     |
| 1999 | Al cuarto vaso                                   |
| 1998 | Me saludas a la tuya                             |
| 1995 | Dicen que tú                                     |
| 1994 | Acábame de matar                                 |
| 1993 | Tres veces te engañé                             |
| 1993 | Te voy a recordar                                |
| 1993 | Paquita la del Barrio y sus boleros rancheros    |
| 1993 | Ni un cigarro                                    |
| 1993 | Invítame a pecar                                 |
| 1993 | Bórrate                                          |
| 1992 | Desquítate conmigo                               |